# Boulevard Saint-Denis (Courbevoie)
Pour les articles homonymes, voir Boulevard Saint-Denis.
Le boulevard Saint-Denis est une longue artère qui sillonne Courbevoie.

## Situation et accès
Orienté du sud-ouest au nord-est, il longe le coteau surplombant la Seine, de l'emplacement de l'ancienne caserne Charras jusqu'à la proximité de la gare d'Asnières-sur-Seine.
En commençant place Hérold, où se rencontrent la rue de l'Alma, la rue de l'Hôtel-de-Ville et la rue de Colombes, le boulevard franchit d'abord le croisement de la rue de la Montagne et de la rue Jules-Lefèvre.
Il passe ensuite au-dessus du boulevard de Verdun (Route départementale D 908, route nationale 308), continuité du Pont de Courbevoie.
Il forme ensuite le point de départ de la rue Edith-Cavell, et immédiatement après, de l'avenue Pasteur menant à la gare de Bécon-les-Bruyères.
Arrivé à la place Jean-Mermoz qui mène au pont de Levallois, par la route départementale D 9B, et où convergent l'avenue du 11-Novembre et le boulevard Georges-Clemenceau, il se dirige vers la gare d'Asnières-sur-Seine. Il croise alors l'avenue Léon-Bourgain, puis la rue Auguste-Bailly qui mène vers le pont des Couronnes.

## Origine du nom
Il est primitivement nommé rue Saint-Denis car il se dirige vers cette  ville.

## Historique

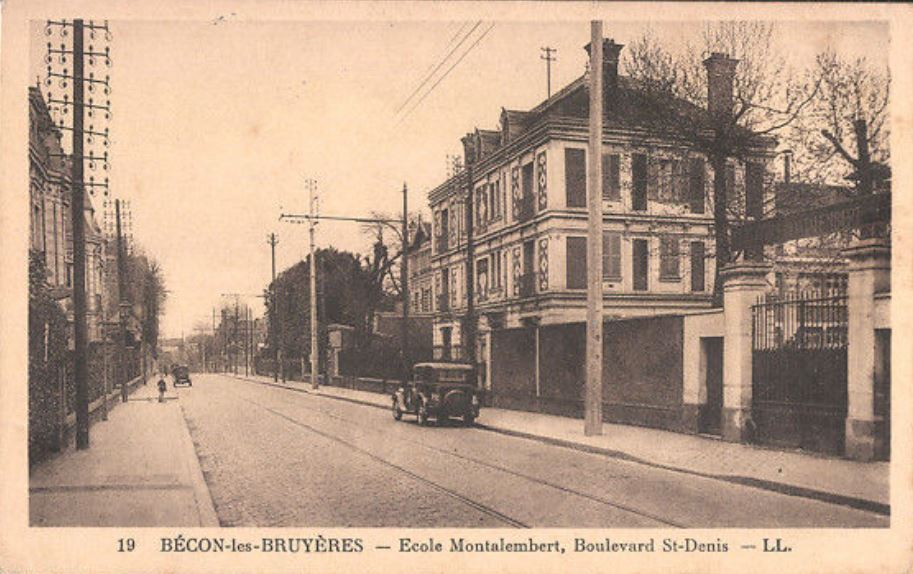
École Montalembert
vers 1910.

Il suit le parcours d'anciennes voies dénommées :
- chemin d'Asnières à Courbevoie[2] vers 1830 ;
- chemin de grande communication n° 6, de Saint-Denis à Nanterre par l’île Saint-Denis[3],[4] vers 1870.

En 1897, on y fait passer la ligne de tramway 75, St Cloud (place d'Armes)-Asnières (place Voltaire), exploitée par la Société des transports en commun de la région parisienne.
Le tracé actuel correspond à la route départementale 9.

## Bâtiments remarquables et lieux de mémoire

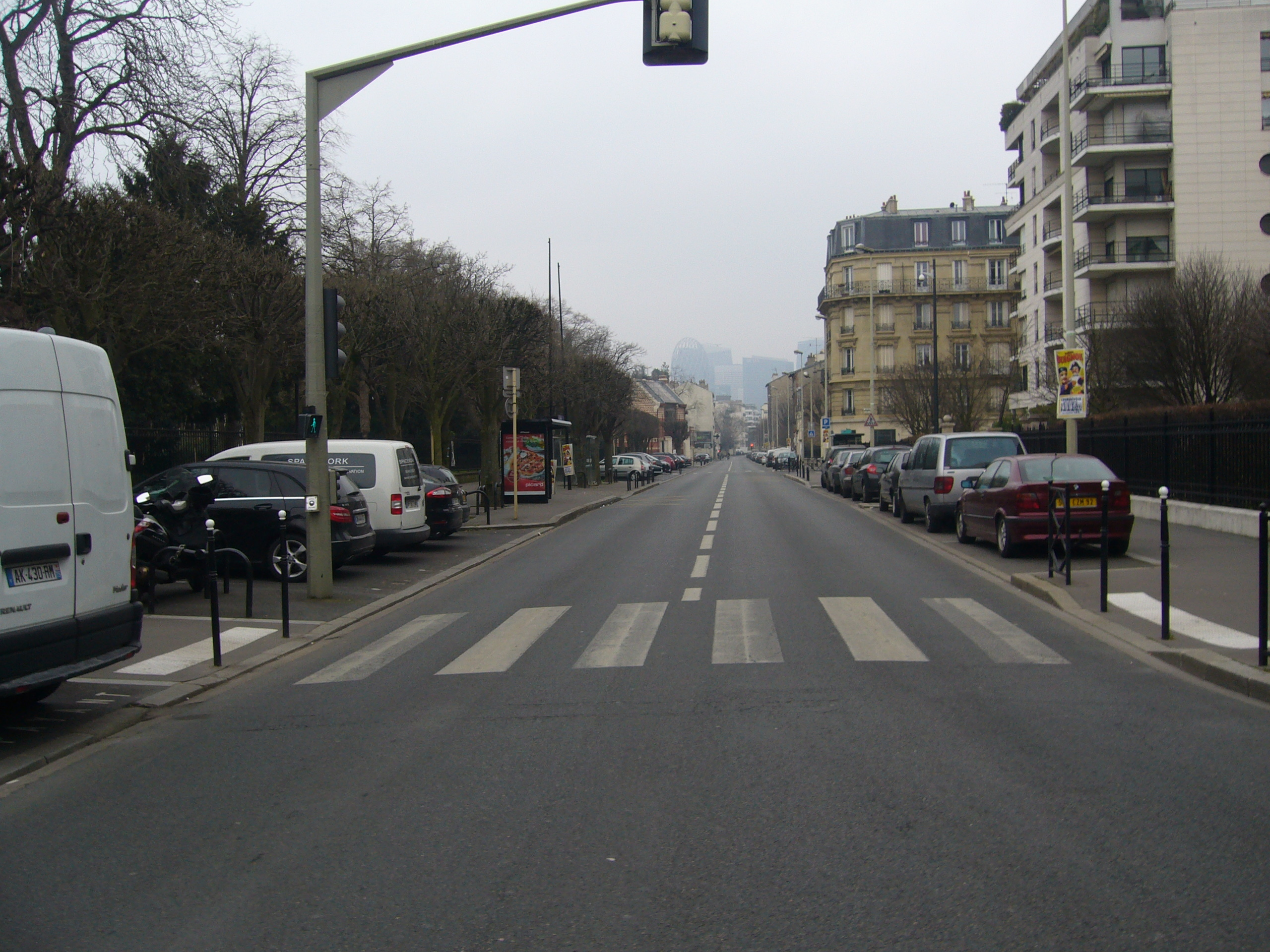
Vue actuelle à hauteur
du parc de Bécon.

- No 31 : ancien cimetière de Courbevoie, ouvert en 1783 pour remplacer celui situé près de l'église[6] ; un monument y commémore les victimes de la guerre de 1870.
- No 142 : pavillon des Indes.
- No 156 : parc de Bécon.
- No 164 : dernier domicile et lieu du décès d'Auguste Bailly (1826-1900), secrétaire général de l'Assistance publique des Hôpitaux de Paris, maire de Courbevoie de 1878 à 1888 ; une rue de Courbevoie porte son nom.
- No 178 : musée Roybet-Fould[7].
- No 188 : une bombe lancée d'un zeppelin explose à cet endroit le 21 mars 1915[8],[9].
- No 207 : ici se trouvait l'École Hanriot. En 1936, l'architecte Georges Hennequin (fils) construit un bâtiment abritant les bureaux de la société Bronzavia, spécialisée dans la mécanique aéronautique, dont les ateliers se trouvent alors 131 boulevard de Verdun[10].
- No 214 : dernier domicile de l'homme politique André Grisoni (1886-1975), maire de Courbevoie de 1927 à 1944.
- à l'extrémité, en direction d'Asnières : pont de Levallois.

## Notes et références

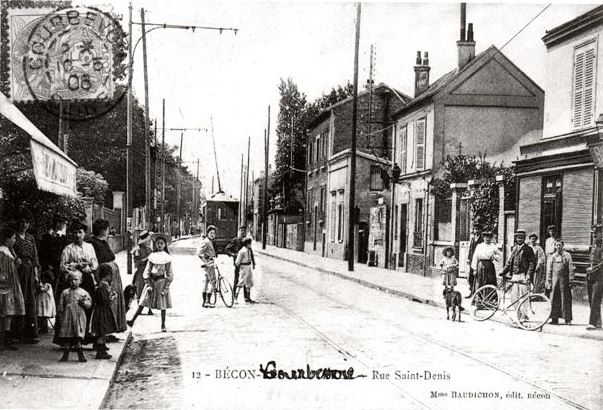
Ancienne rue Saint-Denis.